# Thesis (muziektheorie)
Met het begrip thesis (van het Griekse θέσις, dat het neerzetten betekent) wordt in de muziektheorie geduid op de accentuering van een tel in de maat. Het wordt ook wel aangeduid als zware tel of neerslag. Het tegengestelde van de thesis is de arsis.
In de oude Griekse muziek en poëzie was het oorspronkelijk een term voor het sterke maatdeel in ritmepatronen en in versvoeten, later - door verwarring - voor het tegendeel, het zwakke maatdeel. Een thesis wordt bij het scanderen aangegeven door een naar boven geopend boogje ({\displaystyle \smile }).